# NF Office Excellence Certifié
 (septembre 2023).
Si vous disposez d'ouvrages ou d'articles de référence ou si vous connaissez des sites web de qualité traitant du thème abordé ici, merci de compléter l'article en donnant les références utiles à sa vérifiabilité et en les liant à la section « Notes et références ».
 (septembre 2023).
La mise en forme du texte ne suit pas les recommandations de Wikipédia : il faut le « wikifier ».
Les points d'amélioration suivants sont les cas les plus fréquents. Le détail des points à revoir est peut-être précisé sur la page de discussion.
- Les titres sont pré-formatés par le logiciel. Ils ne sont ni en capitales, ni en gras.
- Le texte ne doit pas être écrit en capitales (les noms de famille non plus), ni en gras, ni en italique, ni en « petit »…
- Le gras n'est utilisé que pour surligner le titre de l'article dans l'introduction, une seule fois.
- L'italique est rarement utilisé : mots en langue étrangère, titres d'œuvres, noms de bateaux, etc.
- Les citations ne sont pas en italique mais en corps de texte normal. Elles sont entourées par des guillemets français : « et ».
- Les listes à puces sont à éviter, des paragraphes rédigés étant largement préférés. Les tableaux sont à réserver à la présentation de données structurées (résultats, etc.).
- Les appels de note de bas de page (petits chiffres en exposant, introduits par l'outil «  Source ») sont à placer entre la fin de phrase et le point final[comme ça].
- Les liens internes (vers d'autres articles de Wikipédia) sont à choisir avec parcimonie. Créez des liens vers des articles approfondissant le sujet. Les termes génériques sans rapport avec le sujet sont à éviter, ainsi que les répétitions de liens vers un même terme.
- Les liens externes sont à placer uniquement dans une section « Liens externes », à la fin de l'article. Ces liens sont à choisir avec parcimonie suivant les règles définies. Si un lien sert de source à l'article, son insertion dans le texte est à faire par les notes de bas de page.
- La présentation des références doit suivre les conventions bibliographiques. Il est recommandé d'utiliser les modèles {{Ouvrage}}, {{Chapitre}}, {{Article}}, {{Lien web}} et/ou {{Bibliographie}}. Le mode d'édition visuel peut mettre en forme automatiquement les références.
- Insérer une infobox (cadre d'informations à droite) n'est pas obligatoire pour parachever la mise en page.

Pour une aide détaillée, merci de consulter Aide:Wikification.
Si vous pensez que ces points ont été résolus, vous pouvez retirer ce bandeau et améliorer la mise en forme d'un autre article.
 (septembre 2023).

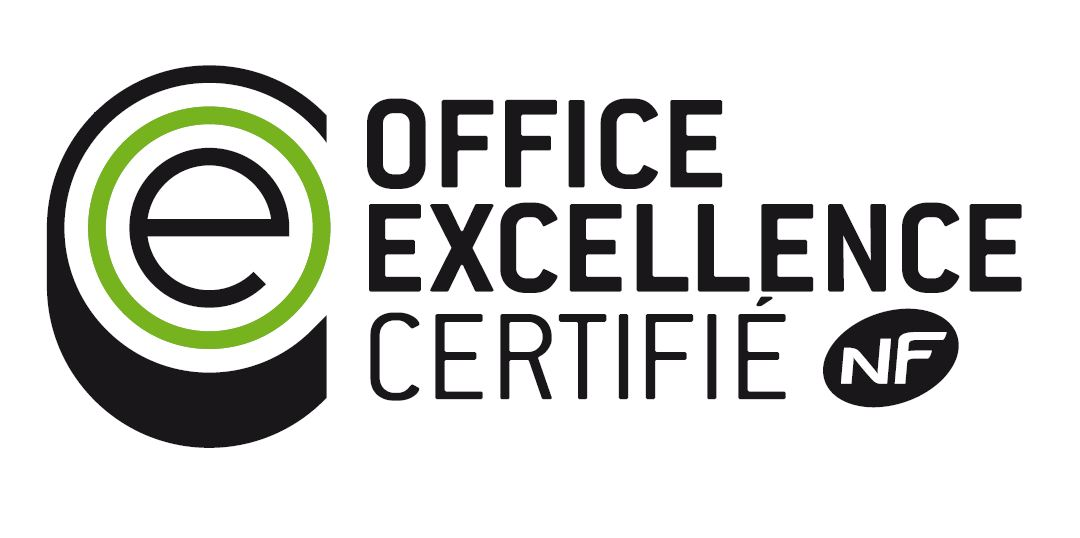
Logo de la marque NF Office Excellence Certifié

Depuis le 6 octobre 2011, la marque NF Bureau Sécurité Confortique est
devenue NF Office Excellence Certifié.
Cette marque est une des applications de la Marque NF, propriété
d'AFNOR. L'Institut Technologique FCBA (Forêt, Cellulose, Bois-construction, Ameublement),
organisme certificateur accrédité, a été mandaté par AFNOR
Certification pour gérer les applications de cette
marque dans le domaine du mobilier de bureau. Il s'agit d'une certification de
produit encadrée par une loi – Code de la Consommation - voulue par les
pouvoirs publics pour faciliter les échanges économiques en instaurant un
surcroît de confiance. Il ne s’agit pas d’une marque commerciale mais bien
d’une marque de certification. NF Office
Excellence Certifié est la seule
marque de certification de mobilier de bureau en France délivrée par un
organisme indépendant.

## L'Institut Technologique FCBA
La marque NF Office Excellence Certifié est délivrée par l'Institut
Technologique FCBA, organisme certificateur mandaté par l’AFNOR pour gérer cette marque NF.
FCBA certifie des mobiliers de bureau NF Office Excellence Certifié après que la preuve lui
a été apportée :
>> de la
conformité à la réglementation (prérequis réglementaire) et aux normes en
vigueur du produit concerné par la demande de droit d’usage de la marque NF Office Excellence Certifié
>> de la capacité
de l’entreprise à fabriquer des produits d’un niveau de qualité permanent et équivalent
à celui des produits évalués lors des différents essais et audits sur sites
>> de la mise en
place et du suivi des engagements sociétaux et environnementaux.
Toutes ces exigences sont décrites dans un
document appelé Référentiel, validé par l’ensemble des parties prenantes (représentant
des fabricants, des acheteurs, des utilisateurs, des organismes techniques et
administratifs). Il est validé et contrôlé par les parties prenantes
conformément à la loi et à la norme d'élaboration des référentiels de
certification. En fonction des besoins du marché, les parties prenantes se
réunissent afin de faire évoluer le référentiel.

## La démarche qualité
Il s’agit d’une démarche volontaire des fabricants de mobilier de bureau. Lorsqu’ils en font la demande, l’Institut Technologique FCBA leur précise la marche à suivre et leur remet un référentiel.
L’Institut Technologique FCBA est chargé d’évaluer la conformité des produits à des critères d’admission rigoureux et sélectifs, permettant ainsi aux produits certifiés de donner toute satisfaction à l’acheteur et à l’utilisateur final.
Pour obtenir la marque
NF Office Excellence Certifié, les produits doivent répondre à des critères de sécurité et de performance définis dans le référentiel qui reprend généralement les normes européennes et françaises ainsi qu'un certain nombre de spécifications particulières. 
Dans le cadre des modalités fixées, l'Institut Technologique FCBA procède à une visite d'évaluation du site, et notamment des moyens de production, examine l'organisation qualité mise en place par l'entreprise et définit les essais nécessaires pour prouver la conformité des produits aux exigences du référentiel.
Dès qu'un produit est certifié, le fabricant peut lui apposer l'estampille de la marque permettant ainsi au client de reconnaître un produit NF Office Excellence Certifié. Ensuite, l'Institut Technologique FCBA organise des audits réguliers des sites de production. L'auditeur contrôle les produits certifiés et en cas de litige non résolu à l'amiable, l'Institut Technologique FCBA intervient pour déterminer les responsabilités.
Dès la notification d'un droit d'usage de la marque NF à une entreprise, l'Institut Technologique FCBA réalise des audits en usine ou sur les lieux de distribution des produits qui ont été certifiés.
C'est la mission des auditeurs de la marque.
Leur visite a pour objet : 
- de s'assurer que les moyens techniques et les qualifications du personnel dédiés aux produits certifiés permettent le maintien de leur conformité ;
- de pratiquer des audits d'assurance qualité ;
- de procéder à l'examen technique des produits et au prélèvement d'échantillons pour réaliser des essais ;
- le cas échéant, de suivre l'échéancier de mise en conformité établi par l'entreprise ;
- d'examiner les documents commerciaux.

Les actions conduites par l'Institut Technologique FCBA le sont dans le cadre d'une organisation conforme à la norme européenne EN 45011. Cette conformité reconnue par l'accréditation du Comité français d'accréditation (COFRAC) atteste de l'impartialité, de la rigueur et de la compétence du FCBA organisme certificateur.

## La preuve de la conformité d'un produit à un référentiel
La marque NF Office Excellence Certifié atteste que les mobiliers de bureaux certifiés tables, bureaux, cloisons, sièges de travail et visiteurs, meubles de rangement ont un niveau de qualité et de sécurité permanent en termes de dimensionnement, résistance mécanique, durabilité, sécurité fonctionnelle, comportement au feu, etc.
NF Office Excellence Certifié répond aux normes européennes, mais aussi aux exigences des achats publics, à la sécurité incendie, la sécurité électrique et à la performance des finitions et des composants.
Le référentiel, donc les exigences, évoluent tous les six mois pour intégrer toutes les évolutions réglementaires mais aussi de nouvelles exigences pertinentes au regard des attentes des clients.